# Cai Yun
Cai Yun (født 19. januar 1980 i Suzhou) er en kinesisk badmintonspiller. Hans største internationale resultat, var da han repræsenterede Kina under Sommer-OL 2008 i Beijing, Kina og vandt guld sammen med Fu Haifeng. Ved Sommer-OL 2012 i London vandt han en guldmedalje sammen med Fu Haifeng. Han har vundet flere guldmedaljer fra VM i badminton.